# Messier 107
Messier 107 (também conhecido como M107 ou NGC 6171) é um aglomerado globular pouco denso localizado na constelação Ophiuchus. Situa-se perto do plano galáctico em uma distância de 20.000 anos-luz da Terra.
Foi descoberto em abril de 1782 por Pierre Méchain e é provavelmente o último objeto Messier a ser descoberto. William Herschel o descobriu, de forma independente, em 12 de Maio de 1793 e finalmente, em 1947, Helen Sawyer Hogg adiciona Messier 107, juntamente com M105 e M106 ao catálogo Messier.

## Descoberta e visualização

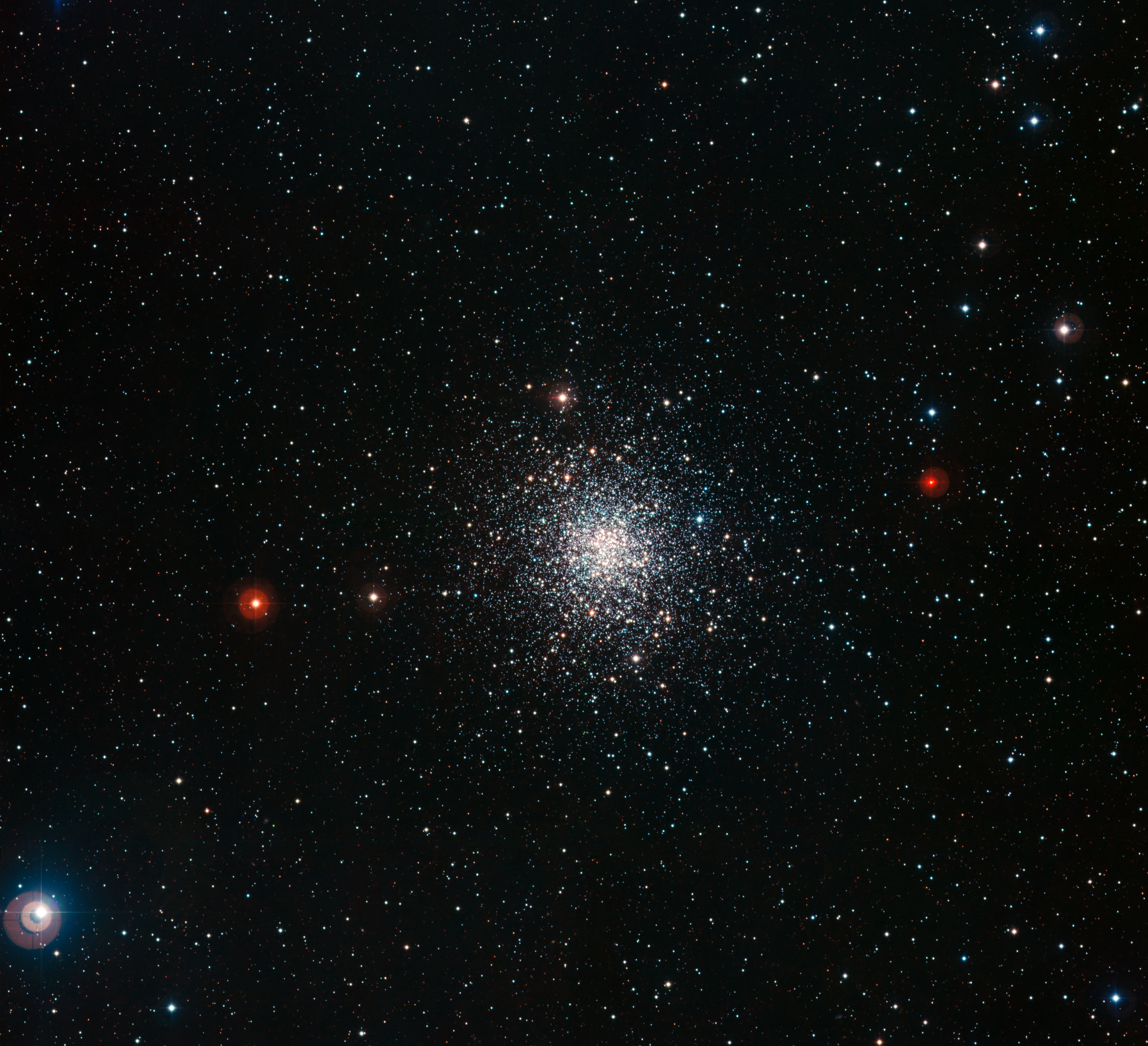
Messier 107, ESO

O aglomerado globular foi descoberto originalmente por Pierre Méchain em abril de 1782, que pretendia adicioná-lo a uma quarta versão do catálogo de objetos do céu profundo do astrônomo francês Charles Messier, nunca concretizada. Foi provavelmente o último objeto Messier a ser descoberto. William Herschel, descobridor de Urano, descobriu o objeto independentemente em 12 de maio de 1793 e foi o primeiro a resolver suas estrelas mais brilhantes.
Em meados so século XX, a astrônoma canadense Helen Sawyer Hogg adicionou o objeto à versão moderna do catálogo de Messier, juntamente com M105 e M106.

## Características
O aglomerado globular aparentemente apresenta regiões mais obscurecidas, incomuns para tais objetos astronômicos. É menos denso do que outros aglomerados globulares e seu diâmetro aparente no céu noturno é de aproximadamente 13 minutos de arco, o que corresponde a um diâmetro real de 80 anos-luz, considerando sua distância em relação à Terra de cerca de 21 000 anos-luz.
Aproxima-se radialmente do Sistema Solar a uma velocidade de 147 km/s e contém pelo menos 25 estrelas variáveis. Sua metalicidade, ou seja, sua abundância de elemenetos mais pesados que Hélio, é intermediária comparada aos outros aglomerados globulares.

## Galeria

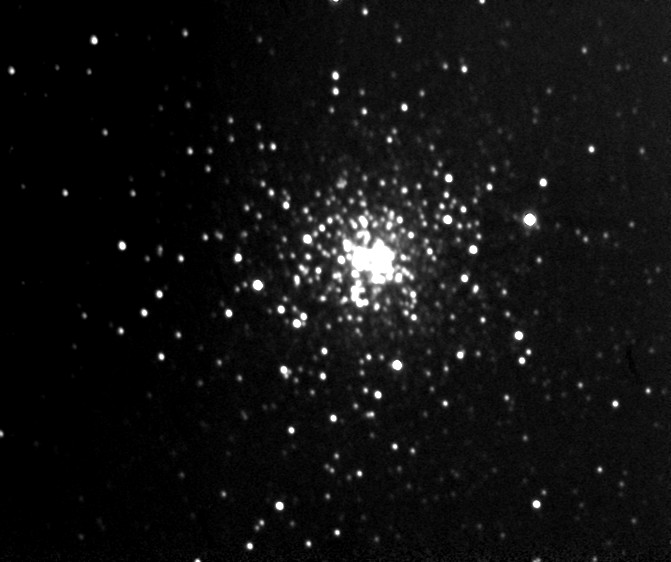
Messier 107, Ole Nielsen
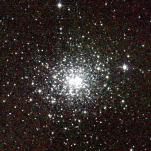
Messier 107, projeto 2MASS